# Сударсо, Йос
Йос (Йосафат) Сударсо (индон. Yos Sudarso ; 24 ноября 1925, Салатига, Индонезия — 15 января 1962, Арафурское море) — коммодор ВМФ Индонезии, заместитель начальника штаба индонезийского флота. Национальный герой Индонезии.

## Биография

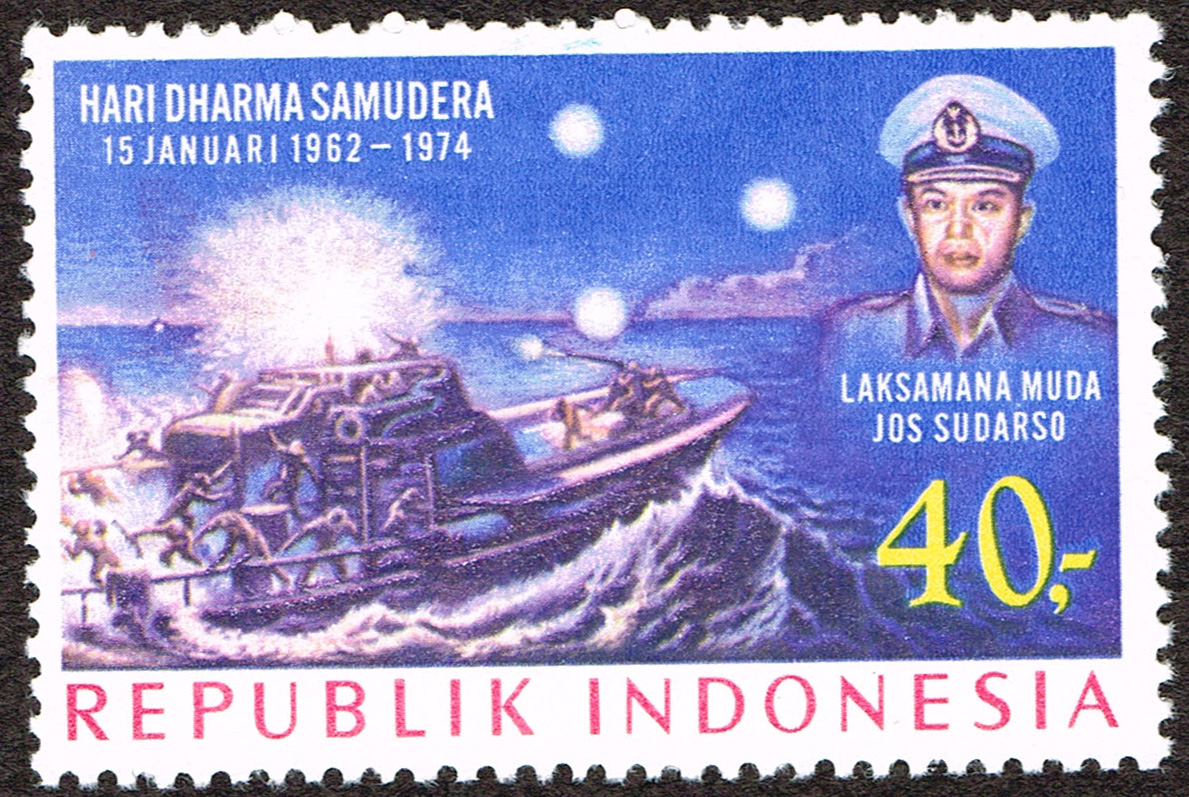
Почтовая марка Индонезии, посвящённая Йосу Сударсо. 1974 г.

Погиб в сражении ВМФ Индонезии с силами Нидерландов в Арафурском море. Отвечал за морскую операцию по проникновению индонезийцев в голландскую Новую Гвинею.
После войны 1945—1949 года на островах Индонезии и провозглашения её независимости Нидерланды сохранили суверенитет над Нидерландской Новой Гвинеей. Желая усилить своё влияние в регионе Юго-Восточной Азии, голландское правительство провозгласило своей целью подготовку Нидерландской Новой Гвинеи к получению независимости. 18 декабря 1961 года на территории Нидерландской Новой Гвинеи высадились индонезийские войска. В результате завязались бои между индонезийцами и расквартированными на Новой Гвинее голландскими войсками.

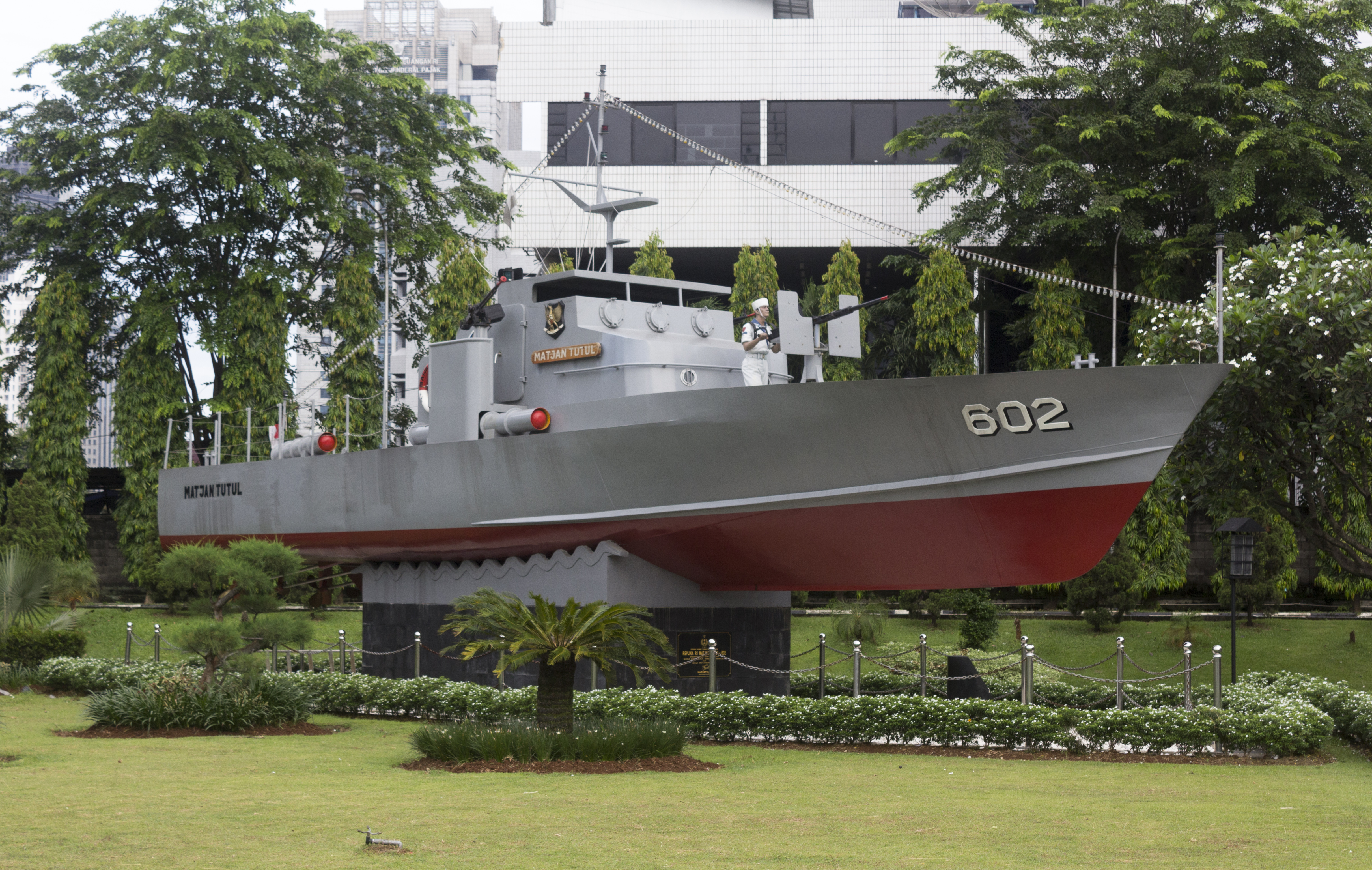
Точная копия катера KRI Macan Tutul в музее

Три торпедных катера Индонезии ночью 15 января 1962 г. приблизились к Новой Гвинее, но были обнаружены голландским разведывательным самолетом, поскольку голландцы ожидали проникновение индонезийских сил в течение нескольких недель. Торпедные катера вступили в бой, обстреляв самолёт. Затем, к сражению присоединился голландский фрегат HMS Evertsen и в ходе боя, потопил KRI Macan Tutul, под командованием Й. Сударсо. Остальные два катера бежали с поля боя, при этом один попал на рифы, а другой — был повреждён огнём фрегата. Экипажу HMS Evertsen удалось спасти большинство моряков KRI Macan Tutul, но три матроса катера умерли, среди них и коммодор Й. Сударсо.
Это сражение повлияло на последующее участие СССР и США в разрешении конфликта вокруг Нидерландской Новой Гвинеи. Позже в Индонезии был установлен «День морского жертвоприношения», ежегодный национальный день памяти. Через двенадцать лет после смерти Йоса Сударсо, он был официально внесен в список героев индонезийской революции. Почта страны в 1974 году выпустила специальную почтовую марку в честь Йоса Сударсо.

## Память
- В честь командора ВМС Индонезии Йоса Сударсо, погибшего в 1962 году в сражении в Арафурском море назван остров Йос-Сударсо и залив Йос-Сударсо[англ.] в Индонезии, с 1827 по 1968 год известный как Залив Гумбольдта.
- В г. Джаяпура сооружён памятник.